# David Browning
Pour les articles homonymes, voir Browning.
David Browning, né le 5 juin 1931 à Boston et mort le 14 mars 1956 dans le Kansas dans un accident d'avion, est un plongeur américain.

## Palmarès

### Jeux olympiques
- Helsinki 1952
  -  Médaille d'or en tremplin 3 mètres[1].